# Longitarsus
Longitarsus Berthold, 1827 è un genere di coleotteri appartenente alla famiglia Chrysomelidae.

## Etimologia
Il nome del genere deriva dall'aggettivo latino longus, -a. -um, cioè lungo e tarsus, cioè tarso; ad indicare che in questo genere il tarso delle zampe posteriori è molto sviluppato.

## Distribuzione
Le oltre 700 specie di questo genere hanno diffusione pressoché cosmopolita.

## Tassonomia
Vari autori hanno suddiviso buona parte delle specie in gruppi, sia in base a caratteriche fisiche, che in base a criteri zoogeografici.
Al 2015 sono note oltre 700 specie suddivisi in due sottogeneri:
- Longitarsus
- Testergus

### Alcune specie
1. Longitarsus aeneicollis Faldermann, 1837
2. Longitarsus albus Allard, 1866
3. Longitarsus alfierii Pic, 1923
4. Longitarsus andalusicus Gruev, 1973
5. Longitarsus aramaicus Leonardi, 1979
6. Longitarsus audisioi Biondi, 1992
7. Longitarsus bonnairei Allard, 1866
8. Longitarsus candidulus Foudras, 1860
9. Longitarsus clarus Allen, 1967
10. Longitarsus danieli Mohr, 1962
11. Longitarsus echii Koch, 1803
12. Longitarsus fulgens (Foudras, 1860)
13. Longitarsus fuliginosus (Broun, 1880)[1]
14. Longitarsus ganglbaueri Heikertinger, 1912
15. Longitarsus hartmanni Medvedev, 2004
16. Longitarsus jacobaeae Waterhouse, 1858
17. Longitarsus lugubris Biondi, 1999
18. Longitarsus monticola Kutschera, 1863
19. Longitarsus nigerrimus (Gyllenhal, 1827)
20. Longitarsus parvulus Paykull, 1799
21. Longitarsus pulmonariae Weise, 1893
22. Longitarsus scutellaris (Rey, 1874)
23. Longitarsus ventricosus Foudras, 1860
24. Longitarsus zangherii Warchalowski, 1968